# Almue
Almuen er en bestemt del af befolkningen, typisk om nogle historisk laverestående befolkningsgrupper. I de allerældste kilder (f.eks. de ældste danske love) findes ordet ikke; fra ca. 1300-tallet bruges det derimod ofte (oldnordisk almugi, gammelt svensk almoghe, gammelt dansk almughæ) med betydningen "hele folket", især "rigets fri og myndige mænd", dernæst bruges det også om landets befolkning i modsætning til kongen eller om borgerne i modsætning til øvrigheden ("borghemester, raad oc almughe").
I middelalderen bruges ordet almue – især i forbindelsen "mene" eller "meneghæ almughe" – om de lavere, ikke privilegerede klasser i modsætning til gejstlighed og adel ("biscope oc klerkæ, ridderæ oc swenæ, oc ganze oc menæ rikesens almughæ", som det hedder ved oprettelsen af Kalmarunionen i 1397). Senere får det betydningen: "Småfolk, især på landet" (fx "Bønder og meenig Almue, Huusmænd, Inderster", Danske Lov 2-23-1). Sidstnævnte betydning findes allerede hos Christiern Pedersen, som 1510 gengiver latin plebs ved "almuges folk".
Ordet bruges i dag sjældent, med mindre man taler om historiske forhold.